# Institut français de l'éducation
Pour les articles homonymes, voir IFE.
L’Institut français de l'éducation (IFE) est un centre français de recherche et de diffusion des savoirs dans le domaine de l'éducation, intégré à l'École normale supérieure de Lyon. Il est issu de l’Institut national de recherche pédagogique (INRP) dissous en 2010.

## Historique
L’Institut français de l'éducation est originairement issu du musée pédagogique, créé en 1878. Entre-temps avaient été créés également une bibliothèque, puis une phonothèque et une cinémathèque centrales du ministère de l'Éducation nationale, ainsi qu'un service des publications de l'Éducation nationale.
En 1954, un établissement public réunit le musée pédagogique et ces différents services ; cet établissement prend d'abord le nom de Centre national de documentation pédagogique par le décret no 55-109 du 19 janvier 1955 puis, dès 1956, d'Institut pédagogique national (IPN).
En 1970, deux décrets du 9 septembre transforment l'IPN en deux organismes : l'Office français des techniques modernes d'éducation (OFRATEME) et l'Institut national de recherche et de documentation pédagogique (INRDP). En 1976 (décrets du 3 août), l'OFRATEME reprend le nom de Centre national de documentation pédagogique (CNDP) et l'INRDP devient l'Institut national de recherche pédagogique (INRP). Ce dernier se développe autour d'une double vocation : accueillir des recherches pédagogiques, offrir des ressources documentaires en éducation.
L'organisation de l'INRP évolue : en 1980 est mis en place un conseil scientifique pour suivre les recherches des équipes de l'Institut ; en 1991, la bibliothèque de l'INRP devient centre d'acquisition et de diffusion de l'information scientifique et technique (CADIST) en sciences de l'éducation. Quant au statut, il est modifié par le décret du 5 mars 1993 qui précise et met à jour la définition de l'Institut, qui mène des recherches avec ses partenaires, joue un rôle d'observation et de capitalisation de la recherche. L'Institut est placé sous la tutelle de deux ministères, de l'Éducation nationale et de l'Enseignement supérieur et de la Recherche. En 2002-2003, l'INRP signe son premier contrat quadriennal avec le ministère de l'Éducation nationale, et rejoint ainsi le processus normal de contractualisation des établissements de l'enseignement supérieur et de la recherche.

Dernier logo de l'INRP (2010)

Situé durant de nombreuses années à Paris, rue d'Ulm, l'INRP s'installe en février 2005 à Lyon (quartier de Gerland), sur le campus de l'École normale supérieure LSH. Cette délocalisation provoque d'importants mouvements de protestation du personnel. Seules trois équipes de recherche restent en région parisienne : le Service d'histoire de l'éducation dans les anciens locaux de la rue d'Ulm, La main à la pâte à Montrouge et l'équipe STEF à Cachan dans les locaux de l'École normale supérieure de Cachan. L'INRP comprend alors également des unités à Rouen (le musée national de l'Éducation) et à Marseille.
En 2007, il devient membre associé de l'université de Lyon, au sein du pôle de recherche et d'enseignement supérieur (PRES) de Lyon, créé la même année.
L'INRP est dissous par un décret du 28 décembre 2010 et ses activités sont transférées à l'École normale supérieure de Lyon, sauf le musée national de l'Éducation qui est réintégré au sein du Centre national de documentation pédagogique. Les activités et la majorité des personnels de l'INRP sont désormais regroupées dans un institut interne de l'ENS-Lyon, créé le 18 avril 2011 sous le nom d'Institut français de l'éducation (IFĖ). Le 18 avril 2011, le conseil d’administration de l’École normale supérieure de Lyon crée l’IFÉ, en approuve les statuts, le budget et l’organisation administrative.
L'Institut français de l'Éducation est dirigé depuis le 16 octobre 2012 par Michel Lussault, qui présidait également le Conseil supérieur des programmes entre le 25 septembre 2014 et le 26  septembre 2017.

## Statut
L’Institut est une composante de l’École normale supérieure de Lyon, mais il possède des instances de gestion propres (directeur, conseil de gouvernance, conseil d’orientation stratégique et scientifique). Il prend le relais de l’Institut national de la recherche pédagogique, dont il assure toutes les missions et toutes les obligations, à l’exception de la mission muséographique.
Au sein de l’École normale supérieure de Lyon, l’Institut français de l’éducation est une structure nationale et internationale de recherche, de formation et de médiation des savoirs en matière d’éducation, fondée sur une interaction permanente avec les communautés éducatives, grâce au recrutement de professeurs détachés et de professeurs associés.

## Ressources documentaires et diffusion des savoirs
La bibliothèque de l'INRP a été intégrée dans la bibliothèque Diderot, située à Lyon. Elle rassemble ainsi notamment près de 600 000 volumes, dont environ 500 000 livres et 100 000 fascicules de périodiques dans le domaine de l'éducation.
Le centre Alain-Savary propose des ressources sur les pratiques éducatives et sociales en « milieux difficiles » et les politiques compensatoires dans l'éducation (ZEP notamment).
Le service Veille et Analyses offre en ligne un signalement des principales productions d'actualité de la recherche en éducation en France et dans le monde (revues, thèses, ouvrages, colloques, rapports, etc.).
Six revues de l'IFÉ sont actuellement éditées par ENS éditions :
- Revue française de pédagogie : revue généraliste de référence dans le champ de la recherche en éducation
- Histoire de l'éducation
- Recherche et formation (revue centrée sur le thème des professionnels de l'éducation)
- Recherches en didactique des sciences et des technologies, issue de la fusion des revues Aster (didactique des sciences expérimentales) et Didaskalia (didactique des sciences)
- Éducation et Sociétés (sociologie de l'éducation)
- Repères (recherche en didactique du français langue maternelle)

La parution d'une autre revue de l'INRP, Perspectives documentaires en éducation, s'est interrompue en 2006.

## Service d'histoire de l'éducation
Le Service d'histoire de l'éducation (SHE) était un laboratoire de recherche, unité de l'ancien Institut national de recherche pédagogique et associé au CNRS de 1989 à 2004. Il a fusionné avec le Laboratoire de recherche historique Rhône-Alpes (LARHRA) en 2012 pour former l'équipe "Histoire de l'éducation". il a été créé par une série de décrets (6 juillet 1970, 5 juillet 1972, 18 octobre 1976) qui lui ont donné pour mission de promouvoir la recherche en histoire de l'éducation. Il a d'abord été implanté au sein même du ministère de l'Éducation nationale, où il a été dirigé par de hauts fonctionnaires : le recteur Maurice Bayen, le recteur Camille Duquenne, puis Guy Caplat, inspecteur général de l'administration de l'Éducation nationale et de la Recherche. En 1977, ce dernier a organisé le Service d'histoire de l'éducation comme une unité de recherche et de ressources au sein de l'Institut national de recherche pédagogique, alors localisé rue d'Ulm, à Paris. De 1977 à 2010, il est dirigé par Pierre Caspard puis par Philippe Savoie en 2011 qui en fut le directeur adjoint depuis 1990.
En tant que laboratoire de recherche, le SHE travaillait sur les thèmes le plus susceptibles d'intéresser le monde enseignant : histoire des contenus d'enseignement, des pratiques et outils pédagogiques, des institutions scolaires et universitaires, des politiques éducatives. Comme institution de service, il a produit des ressources, bases de données, instruments de travail, ouvrages de référence (une centaine), qu'il a mis à la disposition des chercheurs et du monde savant. De 1978 jusqu'à son intégration au LARHRA, il a produit Histoire de l'éducation. Cette revue, qui est la référence dans son domaine, continue d'être produite au sein du LARHRA et est éditée par l'École normale supérieure de Lyon.